# Parkway Drive
Parkway Drive is een Australische metalcoreband uit Byron Bay, New South Wales, Australië. De band werd opgericht in 2003. Ze brachten reeds zeven studioalbums uit: Killing with a Smile, Horizons, Deep Blue, Atlas, Ire, Reverence en Darker Still.

## Biografie

### Begin historie en debuutalbum (2002-2006)
Parkway Drive werd eind 2002 opgericht. De naam "Parkway Drive" komt van de straat waar de jongens begonnen met oefenen tijdens de vorming van de band. De drummer, Ben Gordon, woonde in deze straat, en zijn ouders lieten het toe dat er regelmatig optredens en jamsessies gehouden werden in hun kelder. Bens huis werd door de lokale hardcore/metalaanhangers ook wel "Parkway House" genoemd.
Niet lang na het ontstaan van de band werd een split-cd uitgebracht in samenwerking met I Killed the Prom Queen. Deze split-cd kwam in 2003 uit onder de naam I Killed the Prom Queen/Parkway Drive Split. De band kwam ook voor op de Byron Bay-hardcorecompilatie What We've Built en bracht hun debuut-ep Don't Close Your Eyes uit.
In mei 2005 nam de band in de Verenigde Staten hun debuutalbum met producer en Killswitch Engage-gitarist Adam Dutkiewicz, die ook albums van onder andere Unearth, Underoath en From Autumn To Ashes produceerde in de zangstudio in Massachusetts.
Met Don't Close Your Eyes was de band erin geslaagd om in heel Australië een schare fans op te bouwen en konden zij samenspelen met Hatebreed, In Flames, Chimaira, Shadows Fall, As I Lay Dying, Bleeding Through en Alexisonfire. Daarnaast speelden ze ook op de belangrijkste metalfestivals van Australië. Hierdoor konden ze tekenen bij Epitaph Records, dat in juni 2006 in de Verenigde Staten hun album Killing with a Smile uitbracht.
In mei 2006 verliet bassist Shaun Cash de band om persoonlijke redenen en werd hij vervangen door Jia "Pipey" O'Connor. Hij speelde ook op de tournees in Europa en de Verenigde Staten.
In het najaar van 2006 speelden ze in Australië tijdens de tournee Taste Of Chaos met bands als Anti-Flag, Underoath, Thursday, Senses Fail, Taking Back Sunday en Saosin. Daarnaast speelden ze ook nog op een aantal grote festivals in Australië voordat ze in maart 2007 met hun eerste eigen tournee door Europa trokken.

### Horizons(2007-2009)
Op 3 maart 2007 speelde de band in Londen een nieuw nummer getiteld "The Siren's Song". Dit nummer zou later verschijnen op hun tweede album Horizons, dat uitkwam op 6 oktober 2007. Op 15 augustus werd zanger Winston McCall geïnterviewd door de Australische radiozender Triple J, waarbij hij een nieuw nummer van Horizons, "Boneyards", liet horen. Het album kwam op de Australische hitlijst ARIA Charts binnen op positie 6. Na het uitkomen van Horizons toerde de band samen met bands als Killswitch Engage, Bury Your Dead en Darkest Hour door de Verenigde Staten.
In februari, maart 2008 toerde Parkway Drive samen met de band 50 Lions (frontman Oscar McCall is een broer van Parkway Drives zanger Winston) langs de oostkust van Australië als onderdeel van de Surf Rats Tour. In december 2008 toerden ze door Australië met de Sweatfest Tour; samen met A Day to Remember, Suicide Silence, The Acacia Strain en Confession.
In 2008 speelde de band in het UNSW Roadhouse, waar ze bekendmaakten dat ze een dvd (Parkway Drive) zouden maken van het optreden en enkele nummers van de andere bands. In de documentaire op de dvd is te zien hoe de band was gegroeid van een band die in de kelder van hun huis voor vrienden speelde tot een band in het hoofdprogramma op festivals. Deze dvd staat vol met beeldmateriaal van oude optredens en hun optreden in het Roadhouse. Op 18 januari 2009 kondigden ze hun tournee door de VS aan samen met Stick to Your Guns en MyChildren MyBride. Later dat jaar stond Parkway Drive op het programma op The Bamboozle 2009 en het Download Festival 2009.

### Deep Blue(2010-2011)
Parkway Drive werd aangekondigd als optredende artiest op alle data van de Warped Tour 2010. Op 23 maart 2010 ging de band opnieuw de studio in voor het opnemen van Deep Blue, hun derde album, met Joe Barresi als producer. Deze laatste werkte eerder al samen met bands als Kyuss, The Melvins, Queens of the Stone Age en Bad Religion. Volgens zanger Winston McCall zou het hun rauwste en hardste album worden. Het album lag op 28 juni in Europa in de winkel onder het label Burning Heart en bevat 13 nummers. Al liep de verkoop erg goed, de recensies waren niet onverdeeld positief.
Parkway Drive kondigde op 18 mei 2010 hun tournee Never Say Die! door Europa aan, die zou worden ondersteund door optredens van Comeback Kid, Bleeding Through, Emmure, War from a Harlot's Mouth, Your Demise en We Came As Romans.
Na de Warped Tour zou de band ook nog gaan toeren door Australië met The Devil Wears Prada, The Ghost Inside en 50 Lions.

### Atlas(2012-2015)
Winston McCall liet weten dat Parkway Drive aan het einde van hun Europese tournee aan de opnames van een nieuw album zou beginnen. Het album zou uitkomen eind oktober 2012 via Epitaph records en Resist Records.

### ire(2015-2017)
Ire is het vijfde studioalbum van de Australische metalcore-band Parkway Drive. Het album werd op 25 september 2015 uitgebracht, via Resist Records en Epitaph Records, [2] [3] en werd online gestreamd op 20 september. De band probeerde hun gevestigde stijl te veranderen met Ire, en recensenten hebben opgemerkt dat er nieuwe heavy metal-invloeden zijn opgenomen.
Op 8 september 2012 werd een eerste song, Dark Days vrijgelaten op het internet. En werd enkele dagen later ook te koop aangeboden via Amazon.com en via iTunes.
Het tweede nummer, Old Ghost/New Regrets, werd op 16 oktober naar buiten gebracht. Een nummer dat ze reeds speelden op de laatste tournee voor de opnames van Atlas begonnen waren. Uiteindelijk werd het album zelf uitgebracht op 30 oktober 2012.
In 2013 speelden ze onder andere op Europese festivals zoals Graspop Metal Meeting, Download Festival en Rock On The Beach. In november 2013 zouden ze opnieuw Europa aandoen als deel van de Vans Warped Tour.
In 2016 speelden ze onder andere op het Sziget festival in Budapest, Hongarije.

### Reverence(2018-2022)
Op 4 mei 2018 brachten Parkway Drive hun 6de album Reverence uit. In het album wordt er verder gebouwd op de sound zoals op het vorige album, Ire.
Om het album te promoten waren er voor de lancering van het album al 3 nummers met bijhorende videoclip vrijgegeven. Wishing Wells werd al snel gevolgde door The Void en Prey.

### Darker Still(2022-heden)
Op 9 september 2022 bracht de band het album Darker Still uit. Dit is hun zevende album.

Op 8 mei 2025 bracht de band de single "Sacred" uit, vergezeld van een videoclip en het eerste nieuwe nummer in meer dan twee jaar tijd. Voorlopig is dit een stand-alone single; er is nog geen nieuw album aangekondigd.

## Bezetting

### Huidige bandleden
- Winston McCall - Zanger (2002-heden)
- Jeff Ling - Gitarist (2002-heden)
- Luke Kilpatrick - Gitarist (2002-heden)
- Jia O'Connor - Bassist (2006-heden)
- Ben Gordon - Drummer (2002-heden)

### Voormalige bandleden
- Shaun Cash - Bassist (2004-2006)
- Brett Versteeg - Bassist, Zang (2002-2004)

Tijdlijn

Parkway Drive, live bij With Full Force 2018
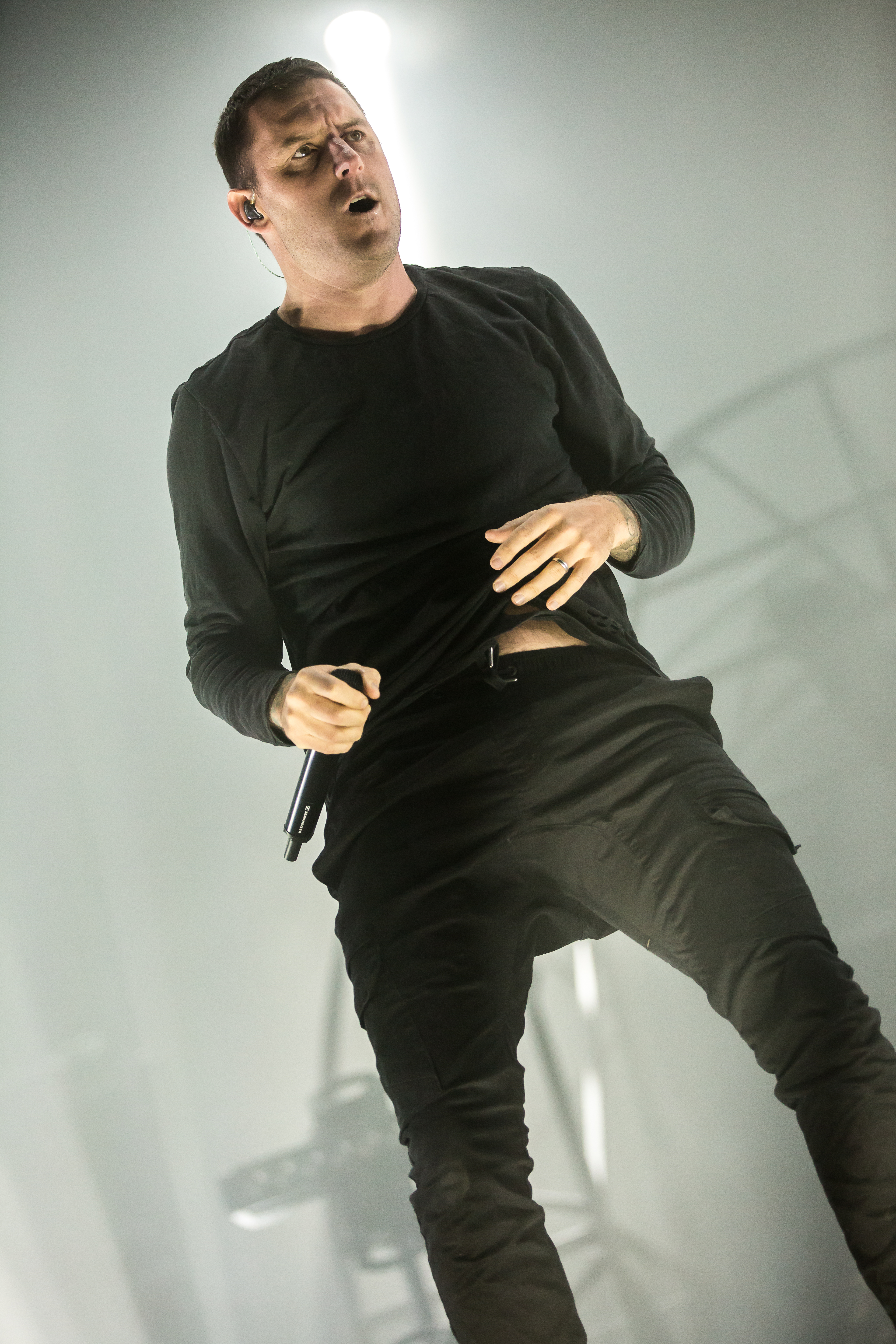
Zanger Winston McCall
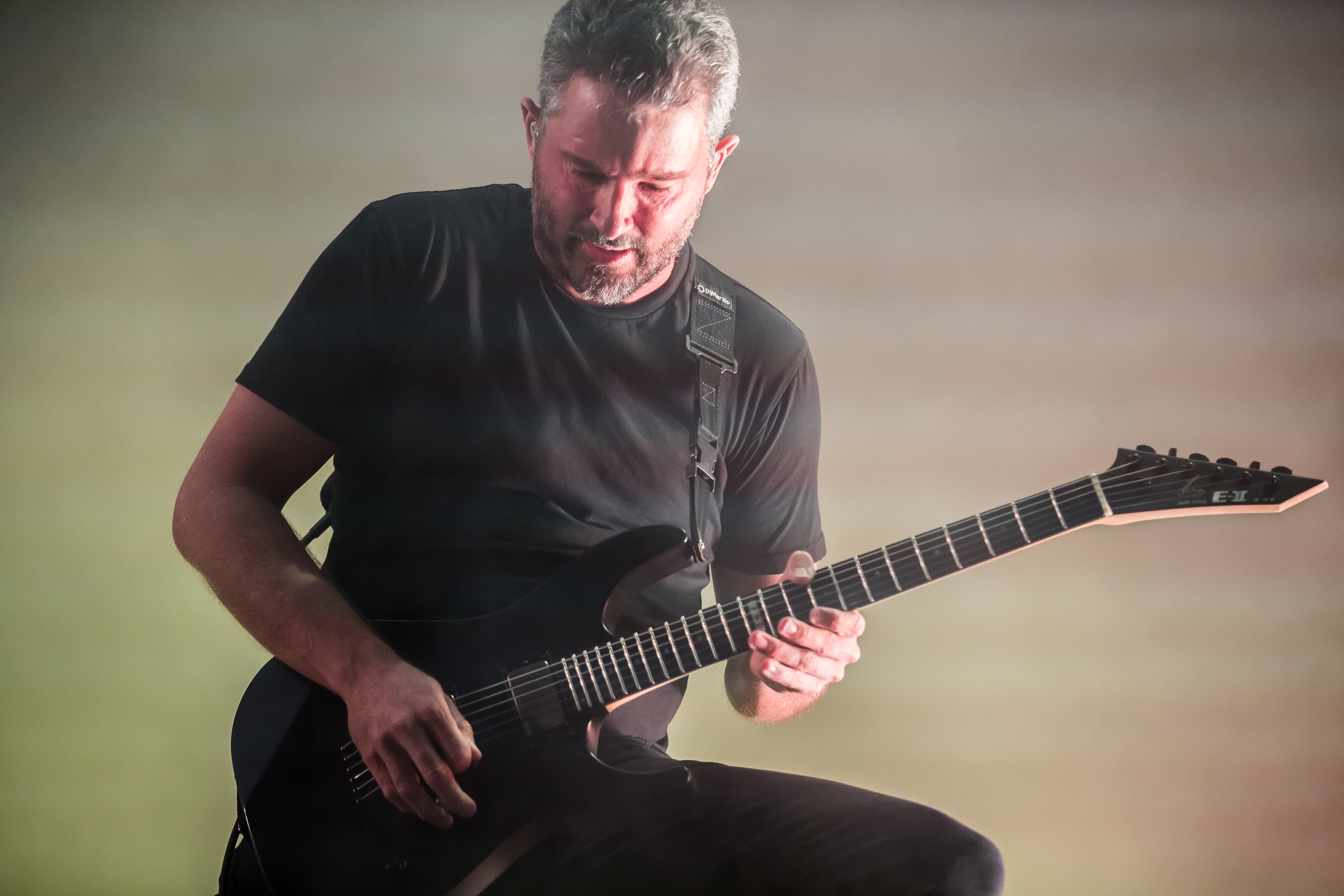
Leidend gitarist Jeff Ling
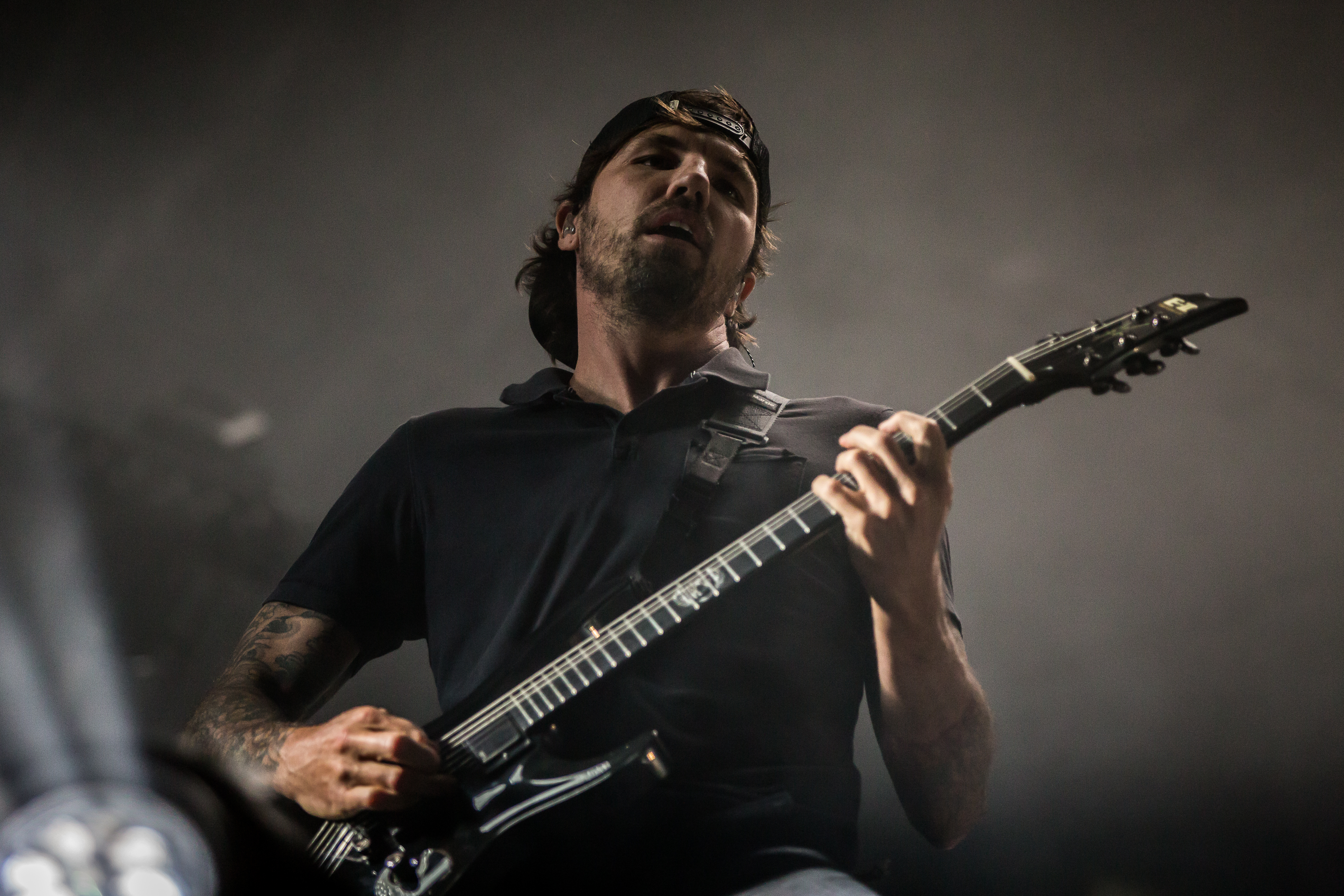
Slaggitarist Luke Kilpatrick
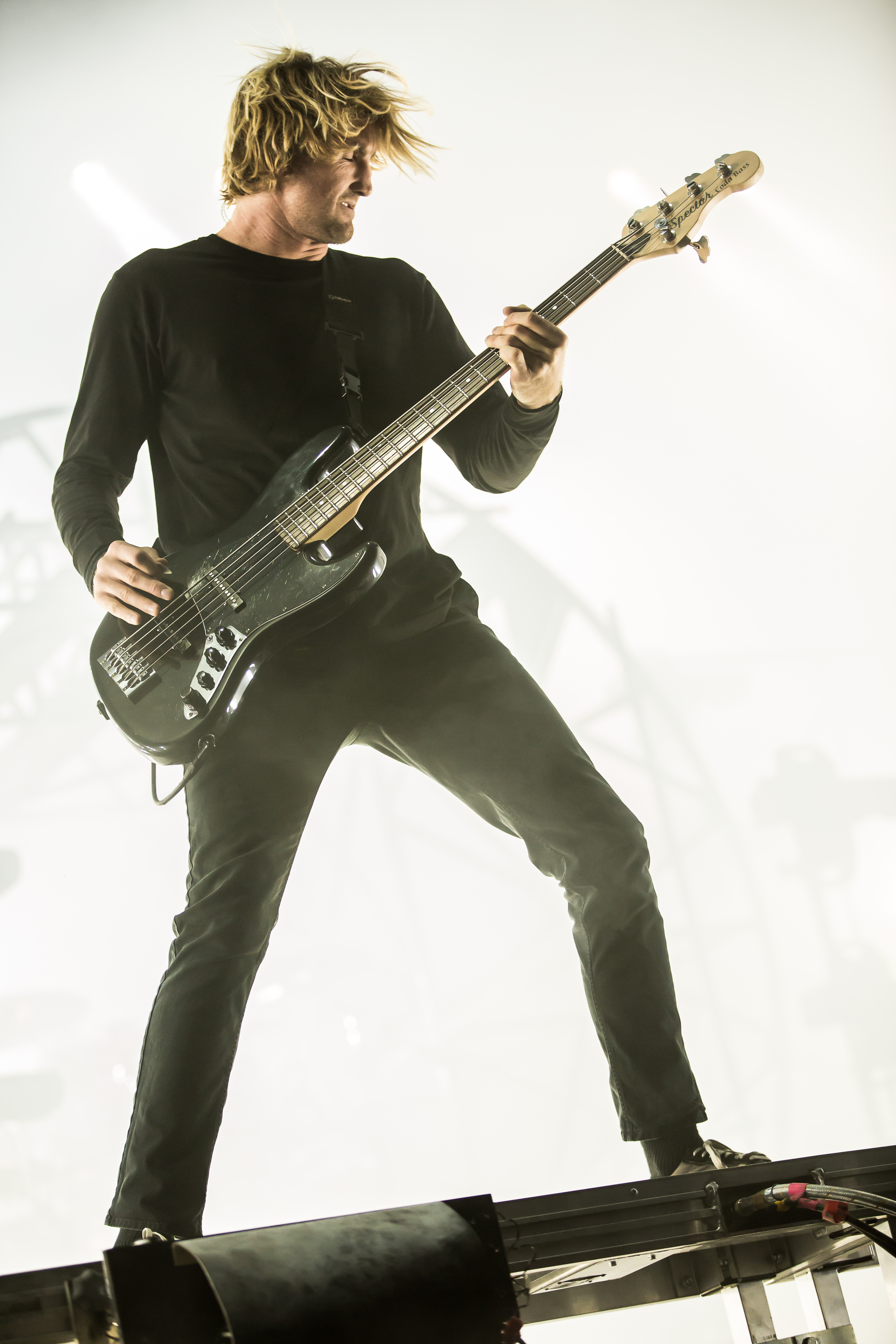
Bassist Jia O'Connor

## Discografie

### Studioalbums
- Killing with a Smile (2005)
- Horizons (2007)
- Deep Blue (2010)
- Atlas (2012)
- Ire (2015)
- Reverence (2018)
- Darker still (2022)

### Ep's
- Don't Close Your Eyes (2004, heruitgave 2006)

### Split
- I Killed the Prom Queen/Parkway Drive Split (2003)

### Dvd's
- Parkway Drive: The DVD (2009)
- Parkway Drive: Home Is For The Heartless DVD (2012)

### De Zwaarste Lijst
| Nummer    | 2009* | 2010* | 2011* | 2012* | 2013 | 2014 | 2015 | 2016 | 2017 | 2018 | 2019 | 2020 | 2021 | 2022 | 2023 | 2024 | 2025 |
| --------- | ----- | ----- | ----- | ----- | ---- | ---- | ---- | ---- | ---- | ---- | ---- | ---- | ---- | ---- | ---- | ---- | ---- |
| Carrion   | -     | -     | -     | -     | -    | -    | -    | 47   | 46   | 45   | 56   | 62   | -    | -    | -    | -    | -    |
| Crushed   | -     | -     | -     | -     | -    | -    | -    | -    | 33   | 30   | 40   | 48   | 41   | 46   | 62   | 35   | 43   |
| Dark Days | -     | -     | -     | -     | -    | 50   | 16   | 21   | -    | -    | -    | -    | -    | -    | -    | -    | -    |
| Wild Eyes | -     | -     | -     | -     | -    | -    | -    | 41   | -    | -    | -    | -    | 49   | 56   | 42   | 33   | 38   |

- Tot 2012 had de Zwaarste Lijst 70 plaatsen. Dit werd vanaf 2013 verminderd tot 66. In 2021 en 2022 bevatte de lijst 666 plaatsen.